# Чін Ормечеа
Чін Ормечеа (ісп. Chin Hormechea; нар. 12 травня 1996, Панама) — панамський футболіст, захисник клубу «Арабе Унідо».

## Клубна кар'єра
У дорослому футболі дебютував 2013 року виступами за команду клубу «Арабе Унідо», кольори якої захищає й донині.

## Виступи за збірні
2013 року дебютував у складі юнацької збірної Панами, взяв участь у 3 іграх на юнацькому рівні.
2015 року залучався до складу молодіжної збірної Панами. На молодіжному рівні зіграв у 8 офіційних матчах.
2015 року дебютував в офіційних матчах у складі національної збірної Панами.